# Episodi di Ben 10 (terza stagione)
La terza stagione di Ben 10, composta da 13 episodi, è stata trasmessa negli Stati Uniti d'America dal 25 novembre 2006 al 21 aprile 2007. Gli alieni all'interno dell'Omnitrix di questa stagione sono 19: Bestiale, 2x2, Materia Grigia, XLR8, Plusultra, Diamante, Mastica, Pungiglione, Pelle d'Oca, Inferno, Rotolone, Vite Elastica, Spitter, Buzzshock, Iguana Artica, BenMummia, BenWolf, FrankenBen e Vomito.
| nº | Titolo originale                  | Titolo italiano             | Prima TV USA     |
| -- | --------------------------------- | --------------------------- | ---------------- |
| 1  | Ben 10,000                        | Il portale del tempo        | 25 novembre 2006 |
| 2  | Midnight Madness                  | Follia di mezzanotte        | 2 dicembre 2006  |
| 3  | A Change of Face                  | Il ritorno di Incantatrice  | 9 dicembre 2006  |
| 4  | Merry Christmas                   | Buon Natale                 | 11 dicembre 2006 |
| 5  | Benwolf                           | Il lupo alieno              | 17 febbraio 2007 |
| 6  | Game Over                         | Ben e Gwen guerrieri sumo   | 24 febbraio 2007 |
| 7  | Super Alien Hero Buddy Adventures | Kangaroo Kommando           | 3 marzo 2007     |
| 8  | Under Wraps                       | La mummia aliena            | 10 marzo 2007    |
| 9  | The Unnaturals                    | Attacco al presidente       | 17 marzo 2007    |
| 10 | Monster Weather                   | Il mostro del tempo         | 24 marzo 2007    |
| 11 | The Return                        | Una brutta sorpresa per Ben | 7 aprile 2007    |
| 12 | Be Afraid of the Dark             | La Terra è in pericolo      | 14 aprile 2007   |
| 13 | The Visitor                       | Una vecchia fiamma          | 21 aprile 2007   |

## Il portale del tempo
- Titolo originale: Ben 10,000
- Diretto da: Sebastian Montes III
- Scritto da: Greg Weisman

### Trama
È il compleanno di nonno Max e quando lui si allontana per un istante, Gwen viene rapita da una strana maga che la porta in un portale. Ben la insegue nei panni di Xlr8. Attraversando il portale Ben e Gwen scoprono di essere nel futuro e conoscono loro stessi da adulti: Gwen, che ora si fa chiamare con il suo nome completo, Gwendolyne, adesso è una potente maga e Ben è un famoso supereroe con il soprannome di Ben 10.000, poiché ora ha accesso 10.000 forme aliene e, in più, ha anche sbloccato il controllo principale dell'Omnitrix. Dopo una battaglia contro il futuro Dr. Animus, lo scienziato riesce a far rivivere Vilgax, che il futuro Ben uccise anni fa, facendolo diventare ancora più forte di quanto fosse prima. Essendo a conoscenza delle future mosse degli alieni di Ben 10.000, Vilgax riesce continuamente a sopraffare l'eroe e la sua versione giovane. Ispirato dal Ben di 10 anni, Ben 10.000 si ritrasforma nella sua forma umana e così, usando un hoverboard, porta Vilgax davanti una grande vasca piena d'acqua dove viene spinto dentro da Diamante (giovane Ben) e congelato al suo interno da un alieno del grande Ben, che ha il potere di congelare con un raggio che spara dalla bocca. Il giovane Diamante nomina il nuovo alieno del sé futuro Iguana Artica (che poi, nelle serie successive, verrà rinominato "Arcticguana"). Dopo aver sconfitto anche Animus, Gwendolyne rispedisce i giovani Ben e Gwen nel presente, dove i due possono tornare a festeggiare il compleanno di Nonno Max insieme a lui.
- Debutto degli alieni dell'Omnitrix: (di Ben 10.000) Spitter, Buzzshock e Iguana Artica.

## Follia di mezzanotte
- Titolo originale: Midnight Madness
- Diretto da: Scooter Tidwell
- Scritto da: Marty Isenberg

### Trama
Mentre stanno visitando un gigantesco centro commerciale, Ben e Gwen guardano lo show di un ipnotizzatore. Gwen fa offrire Ben come volontario e il conduttore, Sublimino, lo ipnotizza con successo. Quando gli viene chiesto di comportarsi come un alieno, Ben come gesto condizionato attiva l'Omnitrix e quasi si trasforma di fronte al pubblico. Anche se viene fermato da Gwen, i problemi non finiscono lì. Sublimino è capace di usare coloro che ipnotizza per fargli commettere crimini sotto ipnosi e Ben, equipaggiato con i suoi molti alieni, sembra essere un complice perfetto. Usando Ben, Sublimino ruba delle parti meccaniche per costruire un dispositivo ipnotico molto più grande, questa volta ipnotizzando l'intero centro commerciale con l'esclusione di Ben. Ben lo ferma come Vite Elastica e Sublimino viene presumibilmente arrestato.

## Il ritorno di Incantatrice
- Titolo originale: A Change of Face
- Diretto da: Scooter Tidwell
- Scritto da: Thomas Pugsley e Greg Klein

### Trama
Mentre i Tennyson stanno visitando Salem, nel Massachusetts, Incantatrice attacca in un tentativo di scambiare il proprio corpo con quello di Ben per ottenere i poteri dell'Omnitrix. Tuttavia, Gwen interferisce, provocando lo scambio di corpi di Incantatrice con sé stessa. Gwen viene arrestata quindi nel corpo di Incantatrice, mentre la vera Incantatrice rimane con gli incoscienti Ben e nonno Max e prova a preparare un altro incantesimo di scambio di corpi. Gwen scappa di prigione e torna dalla sua famiglia, cercando di convincere Ben della verità prima che Incantatrice provi di nuovo a ottenere il suo corpo. In ogni caso, Incantatrice riesce a produrre nuovamente l'incantesimo, finendo per tornare nel suo corpo ma scambiando nel frattempo Ben e Gwen. I due si scambiano i corpi nuovamente durante il terzo incantesimo di Incantatrice e Rotolone sconfigge la strega malvagia. Durante il combattimento, Gwen si procura il libro degli incantesimi di Incantatrice per imparare a usarlo.

## Buon Natale
- Titolo originale: Merry Christmas
- Diretto da: Sebastian Montes III
- Scritto da: James Phillips

### Trama
Ben, Gwen e nonno Max si imbattono in uno strano villaggio, governato da Mr Jingles, un uomo ossessionato dal Natale che crede che nonno Max sia Babbo Natale e lo cattura. Mentre Ben e Gwen esplorano la zona, i due vengono a sapere di uno strano incantesimo lanciato sul villaggio da uno dei suoi pochi elfi infedeli, che si rivela essere il figlio dell'uomo ossessionato dal Natale. Il villaggio venne congelato a Natale, negli anni '30, ma quando Ben, nelle sembianze di Pungiglione, traina una slitta condotta da Gwen e nonno Max e consegna tutti i regali che erano stati fatti, l'incantesimo del villaggio svanisce all'istante.
Una strana curiosità: nella scena finale, insieme all'elfo che ha aiutato Ben, ormai tornato umano, si possono notare tre bambini che, a un'attenta analisi, risultano identici ai tre bambini ninja del Team Ebisu dell'anime Naruto: Konohamaru, Moegi e Udon.

## Il lupo alieno
- Titolo originale: Benwolf
- Diretto da: Alex Soto
- Scritto da: Duncan Rouleau

### Trama
Durante una visita dei Tennyson nel Nuovo Messico, una creatura simile a un lupo appare in un lampo di luce viola. Una volta lì, il lupo inizia a rubare equipaggiamento satellitare per motivi sconosciuti. Uno dei vecchi amici di nonno Max, Wes Green, crede che questo sia uno "Yenaldooshi Navajo", una sorta di lupo mannaro maledetto. Vite Elastica combatte la creatura, ma il lupo morde una delle radici del Florauna poco prima che Ben torni normale. Il lupo uccide quasi Ben nella sua forma umana, ma viene risparmiato quando lo Yenaldooshi graffia l'orologio invece che lui. Dopo l'accaduto, Ben inizia a trasformarsi lui stesso in un lupo mannaro, presumibilmente come effetto del morso. Gli altri cercano di uccidere lo Yenaldooshi prima della completa trasformazione di Ben. In ogni caso, il gruppo scopre che in realtà il lupo è un alieno. Graffiando l'Omnitrix, la creatura aveva aggiunto il suo DNA nel dispositivo, che ora stava gradualmente trasformando Ben in quella forma. Dopo essere tornato umano poco tempo dopo, Ben combatte il lupo mannaro alieno come Rotolone dentro un vulcano attivo, seppellendolo al suo interno. Il gruppo non riesce a trovare l'equipaggiamento mancante, ma crede che la minaccia sia finita. In ogni caso, l'alieno aveva finito di montare un trasmettitore con le parti rubate, che alla fine dell'episodio si attiva.
- Debutto degli alieni dell'Omnitrix: BenWolf.

## Ben e Gwen guerrieri sumo
- Titolo originale: Game Over
- Diretto da: Scooter Tidwell
- Scritto da: Marty Isenberg

### Trama
Ben e Gwen stanno giocando a un videogioco di Sumo Slammer e Gwen sta vincendo. Per ovviare alla cosa, Ben si trasforma in Plusultra e si fonde al computer per azzerare il punteggio di Gwen. Ma mentre Gwen prova a far uscire Ben, un fulmine colpisce il camper e li trasporta all'interno del gioco. Non passa molto tempo prima che i due scoprano che tutti gli alieni dell'Omnitrix sono bloccati e devono collezionare gettoni per attivarli. Ben e Gwen avanzano attraverso i livelli alla ricerca del gettone di Plusultra che gli permetterebbe di uscire dal gioco, ma il nemico principale del gioco, Kenko il mutaforma, ascolta la loro conversazione e decide di impossessarsi del gettone di Plusultra per uscire dal gioco e impossessarsi del mondo reale.

## Kangaroo Kommando
- Titolo originale: Super Alien Hero Buddy Adventures
- Diretto da: Scooter Tidwell
- Scritto da: Marty Isenberg

### Trama
Quando uno show televisivo chiamato "Le avventure degli Amici Supereroi Alieni", i cui protagonisti sono caricature cartoon di 2x2, Inferno e Bestiale, fa la sua comparsa, Ben ne vuole il merito. Inoltre, questo cartoon prende il posto dello show preferito di Ben, "Kangaroo Commando". Accade quindi che Ben e Gwen stiano visitando gli studi produttori dei due show, i Planetary Studios (probabilmente un gioco di parole sui famosi Universal Studios), così il ragazzo prova a parlare con il disegnatore del cartoon. Nel frattempo, strani incidenti iniziano ad accadere all'attore che interpreta Kangaroo Commando, permettendo convenientemente all'attore di fare la parte dell'eroe. Kangaroo Commando crede che sia l'artista produttore del cartoon, Tim Dean, il responsabile, ma Gwen sospetta di qualche scherzetto da parte di Kangaroo Commando.

## La mummia aliena
- Titolo originale: Under Wraps
- Diretto da: Sebastian Montes III
- Scritto da: Greg Weisman

### Trama
Per insegnare a Ben e Gwen il valore del duro lavoro, nonno Max li porta in una fattoria. Tuttavia, un ragazzino, Todd Maplewood, figlio della proprietaria della fattoria, Joan Maplewood, rivela a Ben e Gwen che ha visto una mummia arrivare di recente in un lampo di luce viola, suscitando la loro curiosità. I due la trovano intenta a scavare alla ricerca di una strana pietra, ma la mummia li attacca appena li vede. XLR8 la combatte senza risultati, ma la mummia scappa nella confusione della lotta. Max scopre che la strana roccia è un composto chimico instabile chiamato "Corrodio", che causa gravi mutazioni a tutti gli organismi della Terra. I Tennyson rintracciano la mummia in una fabbrica di gelato, ma si ritrovano in pericolo quando la mummia sembra quasi invincibile. Nel combattimento risultante, la mummia per sbaglio tocca l'Omnitrix e aggiunge il suo DNA all'orologio, permettendo a Ben di usare quella forma; in ogni caso, l'Omnitrix decide di trasformare Ben in Plusultra. Quest'ultimo prende possesso di un serbatoio contenente azoto liquido e lo spruzza addosso alla mummia, riuscendo a congelarla; successivamente i Tennyson seppelliscono la mummia sotto una lastra di cemento. La famiglia quindi lascia la fattoria per paura di altri lavori manuali.

## Attacco al presidente
- Titolo originale: The Unnaturals
- Diretto da: Scooter Tidwell
- Scritto da: Marty Isenberg

### Trama
Ben va a vedere giocare la squadra di baseball della sua scuola, che milita nella Little League americana, e scopre che i loro avversari, gli Squires, sono in realtà dei robot. Ben decide di barare per aiutare la sua squadra, ma questo porta i robot a rapire alcuni membri della squadra, che grazie all'aiuto di Ben sembravano molto più capaci di quello che erano realmente. Mentre si appresta a salvarli, Ben scopre che il reale piano dei robot consiste nel rapire il presidente degli Stati Uniti, presente anche lui per assistere alla partita. I Tennyson fanno fallire il piano degli Squires e salvano personalmente il presidente. Dopo la loro partenza, però, appare Enoch, rivendicando la paternità del piano. Enoch giura che i Tennyson pagheranno le loro frequenti intromissioni nei suoi piani con le loro vite.

## Il mostro del tempo
- Titolo originale: Monster Weather
- Diretto da: Sebastian Montes III
- Scritto da: Thomas Pugsley e Greg Klein

### Trama
Nonno Max porta Ben e Gwen a un festival della musica a Los Angeles per sentire un concerto del suo gruppo preferito, gli Shag Carpeting. Un robot capace di controllare gli agenti atmosferici, chiamato S.A.M., viene modificato da un fulmine e si trasforma in un mostro fatto d'acqua. Ben si trasforma in Inferno e, diventando una supernova, fa evaporare l'acqua. Vance Vetteroy (l'inventore di S.A.M.) ripara la sua creatura, che però questa volta si trasforma in un mostro di nuvole. Utilizzando il potere di controllare i fulmini, comincia a distruggere la città. XLR8 fa precipitare S.A.M. in un camion di sale, mandandolo in cortocircuito. Vance cerca di distruggere S.A.M., ma non ci riesce e viene intrappolato nel mostro creato da S.A.M., fatto di terra e acqua con il potere di controllare i venti. Stavolta Ben si trasforma in 2x2 e sale in cima al mostro per mandare in cortocircuito S.A.M. usando una frequenza sonora opposta allo spettro del suono della personalità di S.A.M.. Quando tutto sembra andare per il verso giusto, l'Omnitrix si disattiva, ma Ben riesce lo stesso a mandare S.A.M. in cortocircuito una volta per tutte.

## Una brutta sorpresa per Ben
- Titolo originale: The Return
- Diretto da: Scooter Tidwell
- Scritto da: Thomas Pugsley e Greg Klein

### Trama
Un lancio spaziale della NASA viene interrotto da un lampo di luce viola. Questo attrae l'attenzione di Ben, Gwen e nonno Max, che sperano di scoprire l'origine del lupo mannaro e della mummia alieni. Mentre sono alla NASA, Ben incappa in un irritabile scienziato chiamato Dottor Vicktor. I nastri di sorveglianza lo associano ai lampi di luce viola, e presto si capisce che lo scienziato ha un legame anche con i due alieni. I Tennyson incontrano nuovamente le due creature, accompagnate da Dottor Vicktor nella sua vera forma. Dopo una battaglia terminata con una sconfitta, i Tennyson si separano: Gwen e Max salgono sullo space shuttle lanciato dal Dottor Vicktor, mentre Ben affronta il Dottor Vicktor stesso sotto forma di XLR8. La mummia è a bordo dello space shuttle, e Vicktor manda il lupo mannaro nel Nuovo Messico in un lampo di luce viola emesso da un dispositivo di teletrasporto. Ma mentre Ben affronta Dottor Vicktor, quest'ultimo gli rivela che lui non sta portando avanti un piano di sua invenzione. Suscitando l'orrore di Ben, Dottor Vicktor riporta in vita il suo maestro, il malvagio Pelle d'Oca.
- Debutto degli alieni dell'Omnitrix: BenMummia.

## La Terra è in pericolo
- Titolo originale: Be Afraid of the Dark
- Diretto da: Sebastian Montes III
- Scritto da: Marty Isenberg

### Trama
Ben lotta contro Pelle d'Oca e Dottor Vicktor, trasformandosi velocemente in Materia Grigia per scappare. Materia Grigia riesce a capire il piano di Pelle d'Oca dal terminale di un computer: usando il corrodio per amplificare la fonte della potenza di una stazione spaziale orbitante, insieme al dispositivo costruito dal lupo mannaro nel Nuovo Messico, l'intento di Pelle d'Oca è di coprire il lato della Terra illuminato dal Sole con una barriera di corrodio. Questo non solo muterà la popolazione della Terra, ma bloccherà anche il Sole, dando a Pelle d'Oca un mondo di eterna oscurità sul quale regnare. Ben usa Plusultra per creare un razzo e arrivare sulla stazione spaziale, mentre Vicktor si aggrappa al razzo per arrivare anche lui sulla stazione spaziale. Nel frattempo, Gwen e Max stanno combattendo con la mummia all'interno del centro spaziale per far fallire il piano di Pelle d'Oca da lì. Plusultra sembra sconfiggere la mummia, ma Pelle d'Oca appare nuovamente e aziona lui stesso il dispositivo. Nell'oscurità più totale, la forma di Pelle d'Oca si evolve; la nuova forma aliena di Ben, FrankenBen, lo affronta finché non ritorna Doctor Vicktor. In ogni caso, Max raggira Vicktor e lo fa schiantare contro il proiettore, rovinando il piano di Pelle d'Oca e apparentemente uccidendo il lupo mannaro. In uno scatto di rabbia, Vicktor cerca di teletrasportare Ben in un luogo remoto, ma accidentalmente teletrasporta sé stesso e la mummia. Ben e Gwen scappano con Max sullo shuttle, sul quale i tre espongono nuovamente Pelle d'Oca alla luce del Sole e lo uccidono. Lo shuttle, però, ha subito troppi danni e Ben è costretto a trasformarsi in Rotolone per proteggere se stesso, Gwen e Max dal rientro atmosferico, e i tre atterrano in Egitto. Una volta atterrati dopo lo scontro, Ben si rende conto di aver guadagnato la forma naturale di Pelle d'Oca sull'Omnitrix.
- Debutto degli alieni dell'Omnitrix: FrankenBen.

## Una vecchia fiamma
- Titolo originale: The Visitor
- Diretto da: Alex Soto
- Scritto da: Thomas Pugsley e Greg Klein

### Trama
Due ragazzi liberano accidentalmente da un container un alieno chiamato Xylene. Xylene localizza l'Omnitrix e attacca Ben, con l'impressione che il ragazzo l'abbia rubato. In ogni caso, quando Max interviene in difesa di Ben, i due si riconoscono a vicenda come vecchi amici. Xylene e Max si abbandonano poi ai ricordi durante la notte. Mentre Vite Elastica li spia, Xylene chiede a Max di lasciare la Terra e viaggiare per l'Universo con lei. Sconvolto, Ben torna indietro all'accampamento, dove non riesce a contrastare uno dei rimanenti droni di Vilgax e deve ripiegare sull'aiuto di Max e Xylene. Sconfitto il drone, Xylene rivela di essere il comandante di un'astronave che trasportava l'Omnitrix sulla Terra quando Vilgax l'attaccò e che lei intendeva mandare l'orologio a Max; Ben lo ha dunque semplicemente trovato per primo, l'Omnitrix non era destinato a lui. Ben corre via scioccato e Gwen lo segue. Nel frattempo, il drone attacca nuovamente e cattura Max. Ben e Xylene sono riluttanti nel formare una squadra, ma decidono di farlo per salvare Max. Durante il combattimento, Xylene usa la sua conoscenza per sbloccare una nuova forma dell'Omnitrix, Vomito, che Ben usa per distruggere il robot. Alla fine, Xylene si prepara a partire e riformula l'offerta a Max. Max rifiuta gentilmente, dicendo che Ben e Gwen sono il suo mondo e che non vuole lasciarli.
- Debutto degli alieni dell'Omnitrix: Vomito.